# 艾恩森特 (密蘇里州)
艾恩森特（英語：Iron Center）是位於美國密蘇里州克勞福德縣的非建制地區。

## 地理
艾恩森特所處的海拔為高於海平面312米（即1024英呎），而該地所採用的時區為UTC-6，即北美中部時區（CST）。同時該地設有夏令時間，為UTC-6調快一小時，即UTC-5（CDT）。